# Via Gino Capponi
Via Gino Capponi è una strada del centro storico di Firenze nella zona nord, tra piazza Santissima Annunziata e piazza Isidoro del Lungo, sui viali di Circonvallazione. Si innestano lungo il suo tracciato: via Laura, via Giuseppe Giusti, via Pier Antonio Micheli, via Venezia, via Gustavo Modena.
A Firenze esiste un'altra via "Capponi", cioè via Pier Capponi, non molto distante, ma oltre i viali.

## Storia

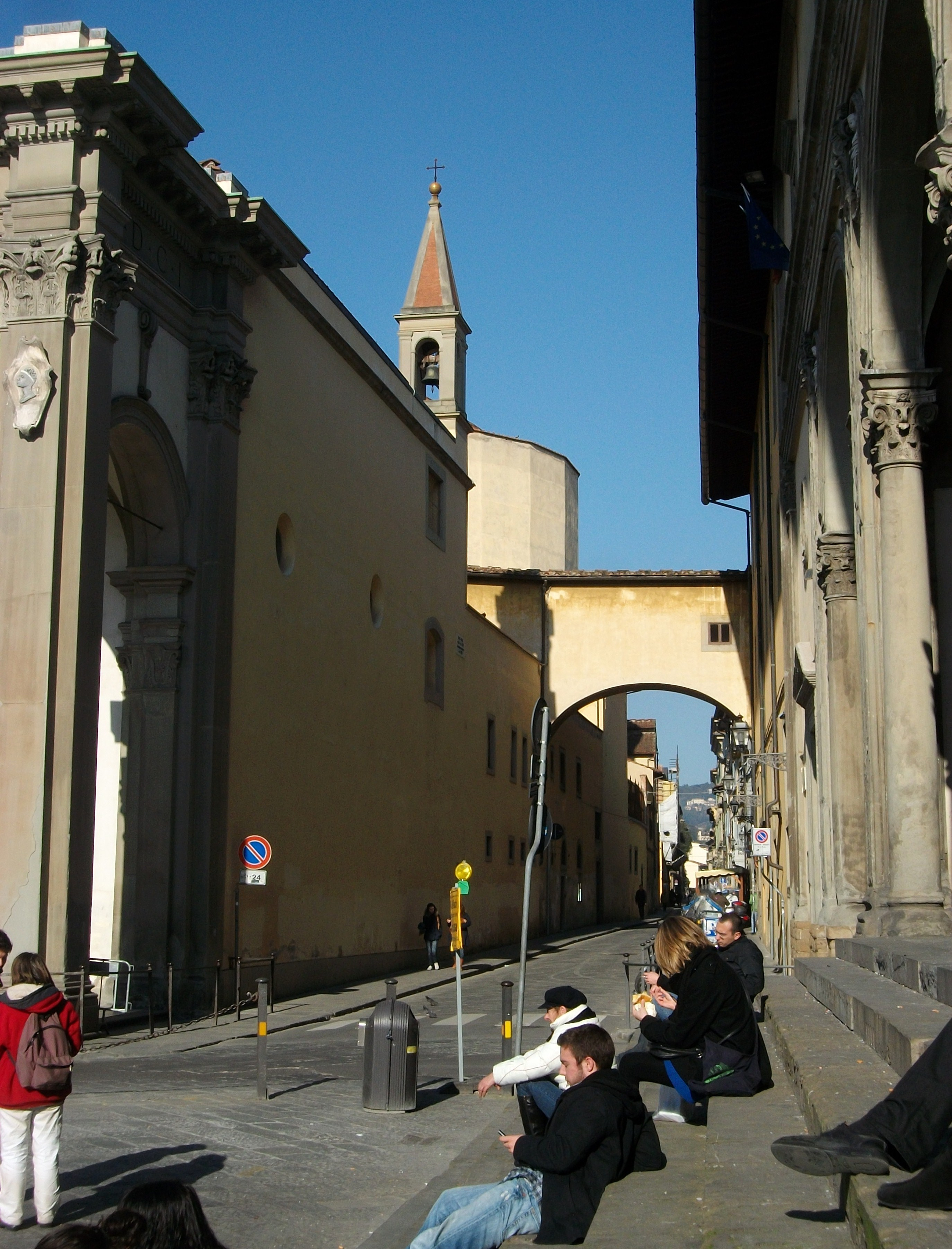
Pontile di Maria Maddalena de' Medici

La via fu intitolata nel 1876 allo scrittore e politico fiorentino nell'anno della sua morte, in ragione della presenza dell'antico e nobile palazzo della sua famiglia, dove lo stesso Gino Capponi nacque e morì. Precedentemente sono attestate le denominazioni di via dell'Orto dei Servi (in ragione delle terre coltivate pertinenti alla basilica della Santissima Annunziata) e quindi di via San Sebastiano, dopo che la famiglia Pucci promosse l'erezione, sul fianco della chiesa, di una grande cappella intitolata al santo.
Lugo la strada avevano sede varie confraternite, prima fra tutte quella dei Santi Crispino e Crespiniano dei Calzolai, in un ambiente dietro l'Annunziata.
La via terminava anticamente alle mura con la Postierla dei Servi, una porta secondaria di transito, aperta su richiesta del Generale dei Serviti perché la gente del contado potesse più facilmente raggiungere il santuario dell'Annunziata.

## Descrizione
A lungo caratterizzata dalla presenza delle proprietà dei Servi di Maria e delle sedi di numerose Compagnie, è oggi una strada segnata da varie sedi universitarie, oltre che da alcuni nobili palazzi, tra i quali il palazzo Capponi Farinola si distingue per dimensioni e armonia di forme. Importanti anche la palazzina de' Servi, tra i più importanti esempi di architettura neoclassica a Firenze, e il palazzo di San Clemente, dalle articolate forme manieriste.
La via è punteggiata da importanti giardini: l'orto botanico, che qui ha un accesso di servizio attraverso una cancellata (che sostituì il più antico, ma più cupo muro di cinta), il giardino privato di palazzo Capponi, con accesso carrabile da via Giusti, e il giardino del palazzo di San Clemente, oggi spoglio ma un tempo ornato della straordinaria fontana Pretoria trasportata a Palermo nel 1573.
Più avanti la via diventa meno ricca di testimonianze storiche. In fondo alla strada si trova il convento della Capponcina, che oggi confina col giardino della Gherardesca.
In via Capponi si trovano il consolato di Bulgaria e quello della Norvegia.

### Edifici
| Immagine | N°      | Nome                                     | Descrizione |
| -------- | ------- | ---------------------------------------- | --- |
|          | s.n.    | Basilica della Santissima Annunziata     | Sorta su un oratorio tradizionalmente fondato nel 1233 da sette giovani fiorentini che avevano fondato la compagnia dei Servi di Maria in onore della Vergine, l'attuale basilica fu ricostruita da Michelozzo nel 1444, con numerosi interventi successivi a tutto il XVII secolo. Poco dopo l'angolo una targa ricorda il completamento del portico e i lavori alla chiesa finanziati dai Pucci nel 1606.Via Gino Capponi è anche uno dei pochi punti dal quale si può vedere il tiburio cilindrico che protegge la cupola della basilica, progettato da Leon Battista Alberti. |
|          | s.n.    | Palazzo della Crocetta                   | Da questo lato (dove è l'accesso al Museo Archeologico Nazionale) il palazzo della Crocetta si estende per quattro portali (più quello su piazza Santissima Annunziata) e sette assi di finestre per due piani, in un insieme ampio e severo, formando angolo con via Laura dove si trova il cavalcavia con la basilica dell'Annunziata. Il palazzo fu costruito su un lotto di terreno già dello Spedale degli Innocenti con un cantiere aperto nel 1619, per ospitare la granduchessa Maria Maddalena de' Medici, sorella del granduca Cosimo II. Questa, nata "malcomposta", necessitava di una residenza adeguata al suo rango e al tempo stesso appartata, dotata di collegamenti aerei e sotterranei con i vicini insediamenti conventuali della Crocetta, degli Angiolini e, soprattutto, dell'Annunziata. Il progetto fu redatto da Giulio Parigi e fu destinato nel 1880 a sede del museo Archeologico. |
|          | s.n.    | Cavalcavia di Maria Maddalena de' Medici | L'arco che attraversa la via serviva a Maria Maddalena de' Medici, sorella deforme e con problemi di deambulazione di Cosimo II de' Medici, per assistere alla messa nella Santissima Annunziata attraverso una grata nella navata, lontana da occhi indiscreti e senza l'incomodo di gradini da salire e scendere dall'antistante palazzo della Crocetta. Altri attraversamenti simili si trovano su via Laura. |
|          | 12r-14r | Compagnia di San Giobbe                  | All'angolo con via Laura aveva la propria sede la Compagnia di San Giobbe, con un oratorio che aveva l'ingresso su quest'ultima strada al n. 72. L'oratorio risaliva all'anno 1500, e nel tempo sono documentati vari lavori che ne racconciavano la struttura un po' malconcia. La Compagnia non sopravvisse alle soppressioni di Pietro Leopoldo del 1785, e tutto lo stabile, che comprendeva anche l'attigua Compagnia di San Lorenzino, fu poi trasformato in civile abitazione, sopraelevandolo. Oggi l'unica traccia dell'antico oratorio è un portale di forma inconsueta su via Laura e un'aula con soffitto a travi occupata attualmente da un bar. |
|          | 2       | Compagnia di San Lorenzino               | Aveva qui sede un'antica Compagnia, dedicata a san Lorenzo, ricordata da uno stemma con la graticola e la palma del martirio dentro una corona. |
|          | 4       | Oratorio di San Pierino                  | Fu l'antica sede della Compagnia della Nunziata, fondata nel '400. Nel 1738 divenne parrocchia, ma fu sconsacrata nel secolo successivo. Adesso è sede della Società Dante Alighieri. All'esterno, sopra la porta d'accesso al chiostro, si trova una lunetta in terracotta invetriata di Santi Buglioni, raffigurante l'Annunciazione fra due confratelli incappucciati. All'interno si trovano una serie di ambienti preceduti da un chiostro, decorati tra il 1585 e il 1590 dai più rappresentativi artisti fiorentini: Bernardino Poccetti, Giovanni Balducci, Bernardino Monaldi, Andrea Boscoli, Bartolomeo Traballesi e Giovan Battista Naldini con Martiri degli apostoli (nel chiostro), Scene della Passione di Cristo e della Vita della Vergine. |
|          | 10      | Palazzina                                | Si susseguono da questo civico ai successivi, fino all'incrocio con via Giuseppe Giusti, una serie di palazzine di gusto prettamente ottocentesco destinate ad appartamenti, evidentemente legate agli anni dello sviluppo in senso residenziale alto borghese del quartiere della Mattonaia che incentivò la riconfigurazione o la riedificazione delle case che anche in questa zona, da lungo tempo, avevano saturato i lotti disponibili, seppure risparmiando ampie aree interne agli isolati destinate ad orti e giardini. In questo caso appare evidente il comune riferimento ad uno stesso disegno accademico della facciata della nostra con varie palazzine presenti nel tratto terminale di via Giuseppe Giusti e nella piazza Massimo d'Azeglio, che portano a datare l'intervento agli anni settanta o ottanta dell'Ottocento. La facciata è organizzata su quattro piani per sette assi con, a livello del piano nobile, i tre assi centrale con finestroni legati da loro da un balcone con balaustri a rocchetto. Sempre al piano nobile finestre e finestroni presentano timpani alternativamente triangolari e curvilinei, il tutto, come detto, in perfetta sintonia con il gusto tardo ottocentesco attestato nell'area fiorentina. Da segnalare come il portone d'ingresso si collochi decentrato rispetto al disegno d'insieme, a indicare presumibilmente un qualche limite imposto dalle preesistenze. |
|          | 9       | Palazzina de' Servi                      | L'edificio prende il nome dall'Ordine dei Servi di Maria che qui aveva i propri orti. Fu costruito in stile neoclassico nel 1810 per l'arcivescovo francese Antoine-Eustache d'Osmond, che fu inviato da Napoleone per reggere Firenze durante il periodo dell'occupazione francese. Il progetto venne affidato al principale architetto dell'epoca, Luigi Cambray-Digny, il quale creò un insieme altero e scenografico assieme, con poche decorazioni essenziali, ma con una notevole profusione di elementi classici e marmi. L'Osmond vi visse dal 1811 al 1813 prima di ripartire frettolosamente per la Francia con la fuga di Elisa Baciocchi dalla Toscana. La palazzina oggi appartiene all'Università di Firenze. |
|          | 14      | Casa                                     | Si tratta di un elegante edificio con fronte ottocentesco. Nell'androne, chiuso sul fondo da una cancellata, sono due riquadri dipinti con putti e ghirlande, di stile floreale, firmati P. Pazzi. |
|          | 22      | Casa di Andrea del Sarto                 | Si tratta del fronte secondario della casa già di Andrea del Sarto, quindi di Federico Zuccari, con ingresso anche in via Giusti. Sulla cantonata uno scudo con l'arme dei Medici sostenuto da due cornucopie e da un pan di zucchero (in analogia col cognome del proprietario riconoscente), il tutto sostenuto da una colonna che segna fino a questa altezza il cantone. |
|          | 24      | Casa Capponi                             | Si tratta di un edificio di pertinenza dell'adiacente palazzo Capponi Farinola di via Gino Capponi, esistente in una sua prima configurazione tra le case acquistate dal senatore Alessandro Capponi nel 1698 per l'erezione della propria grandiosa residenza, solo parzialmente interessato dal rinnovamento legato alla realizzazione del fastoso palazzo e quindi inizialmente destinato ad alloggi secondari, rimesse e simili. Attualmente si presenta a definire l'angolo tra via Giuseppe Giusti e via Gino Capponi dove è l'ingresso principale e comunque storico. Qui il fronte si sviluppa per due assi su tre piani con porta incorniciata in pietra con arco a goccia; alla sinistra è un corpo di un solo piano a due assi che lo congiunge con il palazzo. Su via Giuseppe Giusti il fronte, organizzato sempre su tre piani, ha un esteso sviluppo e denota la presenza di due differenti fabbriche seppure unificate: la prima di sei assi, la seconda di ben undici. Sempre su questo fronte sono due ampi passi carrai con cornici in pietra, ad arco ribassato, una delle quali presenta sulla chiave di volta uno scudo con l'arme della famiglia Capponi (trinciato di nero e d'argento). Segue l'alto e ugualmente esteso muro del giardino del palazzo Capponi Farinola, con due cancelli d'ingresso (civici 46A e 48). La casa è da identificare con quella di proprietà Capponi, richiamata nella pianta geometrica della città di Firenze di Federico Fantozzi (1843) per essere stata abitazione del pittore Andrea Commodi che, "avendo comprata 'a vita' questa casa l'anno 1620, l'abitò dipoi fino alla morte che avvenne nel suo 78° anno il 1638".         |
|          | 26      | Palazzo di Gino Capponi                  | Il palazzo fu eretto per volere del senatore Alessandro Capponi, che nel 1698 aveva qui acquistato una vasta area occupata da una proprietà dei Rimbotti e soprattutto da un casino fatto erigere da Jacopo Salviati nel 1579, rinomato per i suoi giardini, ricchi di piante rare ed esotiche, di nicchie, di statue e di vasche. Il grandioso cantiere giunse a parziale compimento nel 1716, anno della morte del senatore Alessandro. Per molti decenni continuarono le opere di arredamento e di sistemazione interna, e si disegnò il giardino su committenza dei suoi figli di, Scipione e Francesco Maria Capponi. Sia Gino Capponi che il poeta Giuseppe Giusti vi morirono, rispettivamente nel 1876 e nel 1850. Nel 1920 il complesso fu acquistato dal collezionista d'arte d'avanguardia Egisto Paolo Fabbri, tra i primi estimatori di Cézanne. |
|          | s.n.    | Giardino dei Semplici                    | Nel XVI secolo intensificandosi l'interesse per lo studio del mondo naturale, il duca Cosimo I de' Medici volle un orto accademico per integrare le lezioni degli studenti della facoltà di medicina. La data ufficiale di fondazione può essere fissata il 1º dicembre 1545, data del contratto di affitto stipulato con delle suore domenicane che cedettero un loro pezzo di terreno situato in località "Cafaggio", vicino alle stalle medicee di Michelozzo (oggi nell'Istituto Geografico Militare). L'orto fiorentino può essere considerato il terzo più antico al mondo dopo l'Orto botanico di Pisa e l'Orto botanico di Padova. Fu disegnato da Niccolò Tribolo e la scelta delle piante e la loro sistemazione fu curata da Luca Ghini. Fu il grande botanico Pier Antonio Micheli che, agli inizi del Settecento, rese il giardino un centro di studio e ricerca botanica di rilevanza internazionale, grazie alle sue numerose relazioni con studiosi stranieri. |
|          | 15      | Palazzo di San Clemente                  | Era qui nel Cinquecento il casino di don Luigi di Toledo, fratello della granduchessa Eleonora, ricco di un grande spazio verde sistemato a giardino, con decorazioni tra cui la grandiosa fontana venduta nel 1574 al senato palermitano e oggi collocata in piazza Pretoria. L'attuale palazzo è invece un grandioso complesso del Seicento, sorto su commissione della famiglia Guadagni. Nel 1777 la proprietà passò al principe Carlo Edoardo Stuart conte d'Albany, pretendente al trono d'Inghilterra, e alla sua consorte Luisa von Stolberg, cantata e amata da Vittorio Alfieri. Dopo altri passaggi fu indemaniato e dato all'Università di Firenze che oggi vi tiene la Facoltà di Architettura. |
|          | 42      | Casa Caccini                             | La casa è piccola e ben proporzionata, con la facciata organizzata su tre assi ravvicinati e sviluppati su tre piani, l'ingresso posto all'estrema sinistra, sicuramente di antica fondazione ma riconfigurata tra Settecento e Ottocento e ancora oggetto di interventi nei primi decenni del Novecento. Del 1914 è anche la lapide posta a destra, che ricorda la casa come proprietà del cantante, compositore e musico di corte presso i Medici Giulio Caccini, noto come Giulio Romano (più semplicemente detto il Romanino) celebre anche per il ruolo avuto nel cenacolo umanistico della Camerata de' Bardi. |
|          | 44      | Casa                                     | Si tratta di una palazzina costruita ai primi del Novecento, con la facciata organizzata su cinque piani e sei assi, tripartita (in modo da determinare un modulo di due assi) e caratterizzata da balconi con ringhiere in ferro e finestre che si ripetono per i tre moduli con diversi allineamenti, così da creare un vivace movimento dell'intero fronte comunque nel solco della tradizione grazie a una parte basamentale in finto bugnato. Oltre che per tale particolarità si segnala la casa per la presenza, sul portone, di uno scudo che reca la data di costruzione (1909), e per un altro scudo in maiolica posto al centro del fronte e segnato da un'arme non identificata con una scala a pioli affiancata da due stelle a sei punte. |
|          | 46-56   | Villino Del Nero                         | |
|          | 52      | Chiesa della Capponcina                  | Aveva qui sede l'istituto di Maria Riparatrice in via dei Sette Senti, fondato dalla baronessa Emilia d'Oultremond, con la chiesa ottocentesca che affaccia sulla strada. Trasferitesi le religiose, il complesso è stato ristrutturato nell'ambito del progetto del Four Seasons: oggi è di fatto unito al complesso di palazzo della Gherardesca e anche l'adiacente Giardino Ruspoli, a cui si accede su via Gino Capponi con un prospetto neoclassico (n. 54), è stato unito all'adiacente giardino della Gherardesca. |
|          | 58      | Ex-cappella del Sacramento               | Segnato da un rilievo della Cena in Emmaus della scultrice Stefania Gambardella, era qui la cappella del Santissimo Sacramento del convento della Capponcina. |
|          | 25      | Casa Salvini                             | Si tratta di un basso ed elegante edificio neoclassico, organizzato su due piani per cinque assi, segnato al centro da un portone sormontato da balcone e finestrone, secondo un disegno proprio del periodo. Tra due finestre del pianterreno è una memoria posta dal Comune nel 1920 in ricordo dell'attore Tommaso Salvini, che qui abitò e, nel 1915, morì. |
|          | s.n.    | Casa Del Lungo                           | La casa, posta d'angolo con piazza Isidoro Del Lungo 1, non presenta particolari pregi architettonici. La si segnala, sulla scorta della memoria posta sul fronte principale sulla piazza nel 1941, come abitazione dello storico, poeta e senatore del Regno Isidoro Del Lungo, che qui visse un cinquantennio morendovi nel 1927. |
|          | s.n.    | Palazzo Salleac                          | Il palazzo (cinque assi su tre piani per quanto riguarda la facciata principale che guarda al viale) è stato negli ultimi decenni sede del Liceo Scientifico Guido Castelnuovo ed è attualmente sede dell'Organizzazione Internazionale Congressi (OIC Srl). Il disegno d'insieme, con il terreno trattato a bugnato, il balcone posto a proteggere il grande portone e i piani superiori con le finestre intervallate da lesene giganti d'ordine corinzio, rimanda a disegni propri della fine dell'Ottocento o dei primi decenni del Novecento. Lo stesso vale per gli ampi spazi interni, con alcune sale arricchite da sovraporta con vedute di città toscane e soffitti dipinti secondo un gusto già proprio del nuovo secolo, da ricondurre a lavori su progetto dell'architetto e ingegnere Ugo Giovannozzi che qui operò per conto della Società Telefonica Tirrena (Te.Ti.) la quale, poco dopo la sua nascita (1924), qui istituì la propria sede principale. Immagini del palazzo del 1927 mostrano l'edificio con il fianco che guarda alla piazza Isidoro Del Lungo sviluppato per i soli primi cinque assi, con uno spazio a giardino su retro, poi saturato dall'ulteriore addizione di sette assi (peraltro facilmente riconoscibile per la semplificazione del disegno del prospetto) che sarà quindi da datarsi al decennio successivo. Gli spazi interni del palazzo sono stati recentemente oggetto di restyling su progetto dell'architetto Filippo Rak. per OIC. Sulla vetrata che chiude l'androne è la scritta "Salleac" che, per quel poco che sappiamo, è stata ai primi del Novecento una società per l'estrazione e la commercializzazione della lignite xiloide. |

### Lapidi
Sul fianco della basilica della Santissima Annunziata una lapide ricorda gli importanti lavori di ampliamento promossi dalla famiglia Pucci (con la costruzione del loggiato su piazza Santissima Annunziata) e i relativi restauri del 1830:
| GENS PUCCIA EREXIT AN D 1606 REFICIENDAM CURAVIT AN D 1830 |

Traduzione: "La famiglia Pucci eresse nell'anno del Signore 1606 e fece restaurare nell'anno del Signore 1830 ".
Sul fianco della chiesa, in doppia copia, due lapidi quasi identiche dei Signori Otto proibiscono di fare sporcizia attorno alla Cappella di San Sebastiano, pena quattro scudi, due tratti di fune e l'imprigionamento:
| A DI XXI D'APRILE MCXIIII GLI SPETTABILI · SRI. OTTO · DI BALIA · PROIBISCONO CHE · NO NSI · FACCIA, SPORCIZE. LVNGO LA CAPELLA DI. SAŇO. BASTO. DE PVCCI P QUANTO. DVA. DEA. CAP PELLA SOTTO PENA DI DVA TR ATTI DI FVNE E QVATTRO OLTRE · ALLA · CATTVRA |

| A DI XXI D'APRILE MCXIIII GLI SPETTABILI · SRI. OTTO · DI BALIA · PROIBISCONO CHE · NO NSI · FACCIA, SPORCIZE. LVNGO. LACAPELLA DI SAŇO. BASTO DE PVCCI · P QUANTO. DVA. DEA. CAP PELLA SOTTO PENA DI DVA TR- ATTI DI FVNE E QVATTRO OLTRE · ALLA · CATTVRA |

Un'altra lapide dei Signori Otto si trova sul palazzo della Crocetta. Sebbene illeggibile, è nota da trascrizioni:
| LI SS OTTO. SOTTO. PENA DI SCVDI 2. E TRATTI. 2. DI. FVNE. PROIBISCONO TVTTI. I GIVOCHI. E. OGNI. SORTE DI SPORCITIA. VICINO. ALLA MVRAGLIA. DELLO. SPEDALE DEGLI. INNOCENTI. PER. DIECI BRACCIA. ATORNO. DALLA. VIA DEGLI. AGNOLI. ALLA VIA. DELLA CROCETTA. A D MDCXIII |

Sull'oratorio di San Pierino, sotto uno stemma, un angioletto tiene un cartiglio aperto dove si legge:
| CONGREGATIO SS. SACRAMENTI RESTAURAVIT A. D. MDCCCXCVIII |

Sulla palazzina dei Servi una memoria in latino sulla cessione del palazzo ad uso dell'insegnamento della chimica e data 1887.
| CHEMIÆ DOCTRINÆ AVGENDÆ IN FLORENTINO STVDIORVM ATHENÆO COMMODIORES ÆDES EXTRVCTÆ MDCCCLXXXVII |

Traduzione: "Per ampliare la scienza della chimica nell'Ateneo fiorentino degli studi, fu costruito un edificio più adeguato. 1887."
Al 22 una lapide ricorda la casa di Andrea del Sarto:
| IN QVESTA CASA ABITÒ IL PITTORE SENZA ERRORI ANDREA D'AGNOLO FIORENTINO DETTO DEL SARTO CHE REDVCE DI FRANCIA LA EDIFICÒ E VI MORIVA NELL'ANNO MDXXX |

Al 26, sul palazzo Capponi Farinola, si ricordano Gino Capponi e Giuseppe Giusti:
| IN QUESTO CHE FU DI GINO CAPPONI PALAGIO OSPITALE ALLE SPERANZE ITALIANE IL COMUNE DI FIRENZE INIZIATRICE L'ASSOCIAZIONE DELLA STAMPA TOSCANA SCRIVE IL NOME DI GIUSEPPE GIUSTI CHE QUI PIÙ FRATELLO CHE OSPITE MANCÒ IL XXXI MARZO MDCCCL AI NUOVI DESTINI DELLA PATRIA DE' QUALI IL SUO CANTO SDEGNOSO FU AUSPICIO POTENTE EVOCAZIONE DALLA MORTE ALLA VITA XIII MAGGIO MDCCCXCIV LXXXV NATALIZIO |

Al 42 una lapide sulla casa del musicista Giulio Caccini:
| IN QUESTA CASA CHE FU SUA DIMORÒ E MORÌ IL 10 DICEMBRE 1618 GIULIO CACCINI DETTO “IL ROMANO„ GLORIOSO CANTANTE E COMPOSITORE DI MUSICA IDA ISORI POSE NEL MAGGIO 1914 |

Al numero 25 una targa novecentesca ricorda la casa dove visse e morì nel 1915, all'epoca civico 17, l'attore Tommaso Salvini
che fu uno dei "Grandi Attori" del XIX secolo.
| TOMMASO SALVINI CHE L'ALFIERI E LO SHAKESPEARE EBBERO SVLLA SCENA MIRABILE INTERPRETE IN QVESTA CASA CHE FV SVA MORì IL 31 DICEMBRE 1915 SPENTA L'ECO DEI PLAVSI FVGGEVOLI DVRA DEL GRANDE ARTISTA LA FAMA NEL QVINTO ANNO DALLA SVA MORTE IL COMVNE POSE |

### Tabernacoli

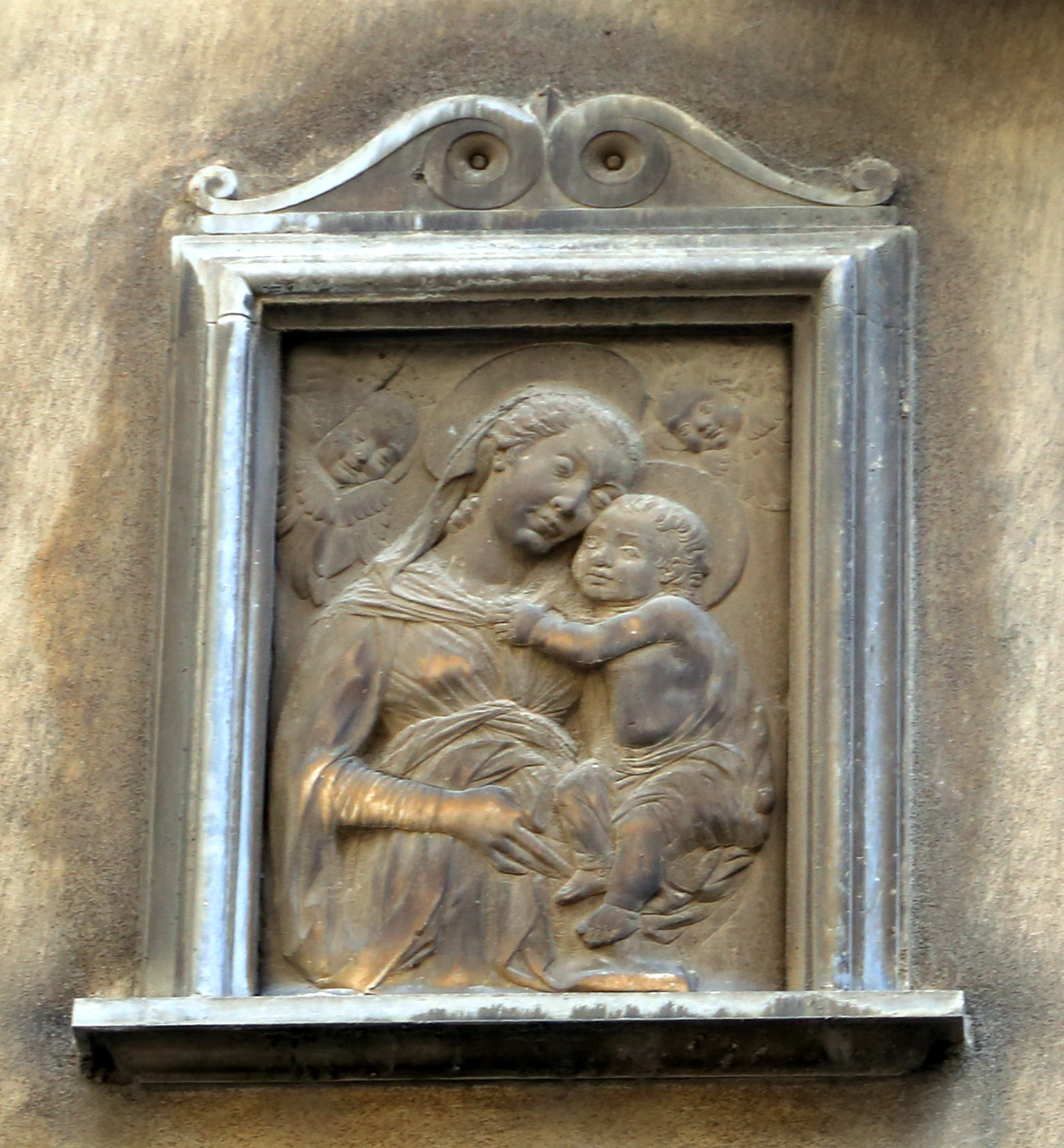
Il tabernacolo

Sulla strada si trova un unico tabernacolo al n. 13, sul palazzo di San Clemente, con un bassorilievo in terracotta raffigurante la Madonna col Bambino e riferibile al XVII secolo. La cornice in pietra serena, con volute nel coronamento, dovrebbe essere coeva.